# The Getaway (Matchbook Romance)
The Getaway è il primo EP della band statunitense Matchbook Romance, distribuito nel 2001, quando ancora la band si chiamava The Getaway, nome cambiato di lì a poco perché uguale a quello di una band di Toronto. She'll Never Understand, Promise e If All Else Fails sono state poi registrate nuovamente ed incluse nel primo album della band, Stories and Alibis. Farewell to Friends è invece inclusa nell'EP West for Wishing.
L'11 dicembre 2012 Ryan Kienle ha caricato per un limitato periodo di tempo le canzoni dell'EP su Internet, in modo da essere scaricate gratuitamente dai fan, essendo i file relativi molto rari.

## Tracce
1. She'll Never Understand – 3:19
2. Farewell to Friends – 3:51
3. Promise – 3:54
4. If All Else Fails – 5:41
5. Ex Marks the Spot – 5:03

## Formazione
- Andrew Jordan - voce e chitarra
- Ryan DePaolo - chitarra e seconda voce
- Ryan Kienle - basso
- Aaron Stern - batteria